# VY Большого Пса
VY Большого Пса (лат. VY Canis Majoris, VY CMa) — красный гипергигант или сверхгигант, расположенный на расстоянии 1,2 килопарсеков (3900 св. лет) от Земли в созвездии Большого Пса. Это одна из самых больших известных звёзд, один из самых ярких и массивных красных сверхгигантов, а также одна из самых ярких звёзд в Млечном Пути. Она относится к пульсирующим переменным звёздам.
Параметры звезды измерены с невысокой точностью. Так, встречаются оценки радиуса VY CMa от 600 до 2000 радиусов Солнца (R⊙). Если принять более современную оценку в 1420 R⊙, то радиус звезды превышает расстояние от Солнца до Юпитера, а объём оказывается в 3 миллиарда раз больше, чем у Солнца. Масса звезды оценивается как около 17 M⊙ и её плотность низка — она составляет 0,005—0,01 г/м³. Её эффективная температура составляет около 3500 K, так что она относится к спектральному классу M, а светимость составляет 4—5⋅105 L⊙, так что звезда располагается в правом верхнем углу диаграммы Герцшпрунга — Рассела.

## Физические характеристики

### Размер
В 2006—2007 годах радиус 1800—2100 R⊙ был получен из расчётной светимости 430 000 L⊙ и диапазона возможных температур 3450—3535 K.
Одна из оценок радиуса, 600 R⊙, была получена в 2006 году по результатам моделирования спектра звезды. Однако позже выяснилось, что в этой работе не учитывалось поглощение света в межзвёздной оболочке, так что оценка оказалась значительно заниженной. В этом же исследовании была рассмотрена не только VY CMa, но также другой красный гипергигант, NML Лебедя, как обычные красные сверхгиганты раннего типа.
6 и 7 марта 2011 года VY CMa наблюдалась с помощью интерферометрии на VLT в ближнем инфракрасном диапазоне. Это позволило измерить угловой диаметр звезды как 11,3 ± 0,3 миллисекунд дуги, при этом при наблюдении на разных длинах волн это значение отличается из-за эффекта, связанного с потемнением диска к краю. Учитывая оценки расстояний 1,14 и 1,20 кпк, это соответствует радиусу 1420 R⊙.

### Светимость
В 2006 году Роберта Хамфрис использовала измерения спектрального распределения энергии VY Большого Пса и получила оценку светимости в 4,3⋅105 L⊙; в основном приняты значения около 4—5⋅105 L⊙. Поскольку большая часть излучения, идущего от звезды, поглощается и рассеивается пылью в окружающем облаке и переизлучается в инфракрасном диапазоне, то без учёта этого оценка светимости оказывается сильно заниженной — около 6⋅104 L⊙.

### Масса
Поскольку у VY CMa нет звезды-компаньона, её массу нельзя измерить напрямую, как это делается для двойных звёзд по их взаимному орбитальному движению. Сравнение эффективной температуры и болометрической светимости по сравнению с эволюционными треками массивных звёзд позволяет предположить, что, если звезда быстро вращалась при формировании, то её начальная масса составляла 25 M⊙, а текущая — 15 M⊙; если же значимого вращения не было, то оценка начальной массы составляет 32 M⊙, а текущей — 19 M⊙, при возрасте звезды 8,2 млн лет. Более ранние исследования давали гораздо более высокие начальные и текущие массы; по этим оценкам, начальная масса VY CMa составляла 40—60 M⊙.

### Потеря массы и окружение
VY CMa испускает сильный звёздный ветер и быстро теряет вещество из-за своей высокой светимости и довольно низкого ускорения свободного падения на поверхности. Её средний темп потери массы составляет 6⋅10−4 M⊙ в год, что является одним из самых высоких известных значений, в результате чего звезда имеет обширную оболочку из сброшенной материи. Скорость потери массы, вероятно, превышала 10−3 M⊙ в год во времена крупнейших событий потери массы. Подобные события потери массы, вероятно, вызванные конвекцией, происходили 70, 120, 200 и 250 лет назад. Сгусток вещества, потерянный звездой в период с 1985 по 1995 год, является гидроксильным мазерным источником.
VY CMa подсвечивает снаружи края облака в области дуги. В дополнение к этому, скорость молекулярного облака очень близка к скорости звезды. Это ещё раз указывает на связь этой звезды с молекулярным облаком, и, следовательно, с NGC 2362. Это означает, что VY CMa также расположена на расстоянии 1,5 кпк.

### Температура
Старые оценки средней температуры давали предполагаемые значения ниже 3000 К на основе спектрального класса M5. В 2006 году было рассчитано, что температура достигает 3650 K, что соответствует спектральному классу M2.5, однако обычно эту звезду рассматривают как звезду спектрального класса от M4 до M5. Если использовать шкалу температур для сверхгигантов поздних спектральных классов, которую предложила Эмили Левеск, то температуру VY CMa при спектральных классах M4—M5 можно оценить как 3450—3535 K.

## Эволюция
VY CMa находится на стадии эволюции сверхгиганта, в её недрах происходит синтез углерода из гелия. Возможно, что она проходит стадию красного сверхгиганта уже второй раз за время своей жизни. Как и Бетельгейзе, она теряет массу. Её будущая эволюция неясна в деталях, но, как ожидается, вспыхнет как сверхновая в течение следующих 100 000 лет. Возможно, что это будет умеренно яркая и продолжительная сверхновая типа IIn (SN IIn), либо гиперновая, либо сверхяркая сверхновая (SLSN), сравнимая с SN 1988Z, или, что менее вероятно, как сверхновая типа Ib, но маловероятно, что она будет такой же яркой, как SN 2006tf или SN 2006gy.
Вспышка может быть связана с гамма-всплесками, и она создаст ударную волну со скоростью несколько тысяч километров в секунду, которая может воздействовать на окружающую оболочку материала и вызвать сильное излучение в течение многих лет после взрыва. Для такой массивной звезды остаток, скорее всего, будет чёрной дырой, а не нейтронной звездой.
До превращения в красный сверхгигант VY CMa была звездой главной последовательности и относилась к спектральному классу O.

## История изучения
Первые известные наблюдения VY Большого Пса зафиксированы в звёздном каталоге Жозефа Жерома де Лаланда 7 марта 1801 года, в котором VY CMa указана как звезда седьмой звёздной величины. Дальнейшие наблюдения показали, что с 1850 года звезда тускнела.
Начиная с 1847 года, о VY CMa было известно, что эта звезда имеет малиновый оттенок. В XIX веке наблюдатели обнаруживали у VY CMa по крайней мере шесть отдельных компонентов, предполагая возможность того, что это кратная звезда. Сейчас известно, что эти «компоненты» являются яркими участками окружающей звезду туманности. Визуальные наблюдения в 1957 году и изображения с высоким разрешением, сделанные в 1998 году, показали, что у VY CMa нет звёзд-спутников.
В 1976 году Чарльз Дж. Лада и Марк Дж. Рид опубликовали открытие яркого ореола молекулярного облака в 15 минутах дуги к востоку от VY CMa. Край этого облака граничит с ярким ободом звезды. Резкое увеличение яркости излучения вместе со снижением выброса газа натолкнуло учёных на мысль о том, что данное облако является частью туманности NGC 2362 и находится на том же расстоянии, что и расположенные рядом звёзды, составляющем 1,5 кпк и определяемом по диаграмме Герцшпрунга — Рассела.